# Stenaelurillus natalensis
Stenaelurillus natalensis är en spindelart som beskrevs av Haddad, Wesolowska 2006. Stenaelurillus natalensis ingår i släktet Stenaelurillus och familjen hoppspindlar. Inga underarter finns listade i Catalogue of Life.